# Ізабелла Орлеан-Браганса
Принцеса Ізабелла Орлеан-Браганса, графиня Паризька (Ізабела Марія Амелія Луїза Вікторія Тереза Жанна; фр. Isabelle d'Orléans-Bragance) — графиня Паризька, дружина претендента на трон Франції Генріха Орлеанського.

## Дитинство
Ізабела була старшою дочкою (і дитиною) дона Педру де Алькантара Орлеан-Браганса (1875—1940), у свій час спадкоємця бразильського престолу, та його дружини, чеської графині Єлизавети Добрженської де Добрженіч (1875—1951). Вона народилася в павільйоні палацу в Е в Нормандії і була названа на честь бабусі по батьківській лінії Ізабели Браганси, старшої дочки і спадкоємиці зміщеного імператора Педру II.
У 1891 році дон Педру де Алькантара став роялистським імператорським принцом Бразилії після смерті імператора у вигнанні, а його мати стала претенденткою на трон. У 1908 році він одружився з чеською дворянкою в присутності своїх батьків, хоча його мати відмовилася благословити шлюб будучи головою імператорської сім'ї у вигнанні. Тому дон Педру відмовився від прав успадкування скасованого бразильського трону від свого імені і від імені своїх майбутніх нащадків. За згодою з головою Орлеанського дому, до якого він належав по батьківській лінії, він і його діти продовжили використовувати титул принців і принцес Орлеан-Браганса.
Після смерті бабусі та дідуся по материнській лінії батьки Ізабелли переїхали з павільйону замку в головну будівлю; вони проводили зимові місяці в міському будинку в Булонь-Біянкуре. В 1924 році двоюрідний брат її батька, принц Адам Чарторийський, надав їх сім'ї в розпорядження апартаменти в розкішному готелі Ламбер на острові Сен-Луї, де Ізабелла та її брати і сестри здобували освіту. Сім'я багато подорожувала. Велику частину юності Ізабелла провела відвідуючи своїх родичів по материнській лінії: у великих володіннях в Чотеборже (Чехословаччина), в Аттерзе-ам-Аттерзе (Австрія) і в Голухові (Польща). Разом зі своїм батьком Ізабелла відвідала Неаполь, Константинополь, Родос, Смирну, Ліван, Сирію, Каїр, Палестину і Єрусалим.
В 1920 році Бразилія скасувала закон про вигнання колишньої королівської сім'ї і запросила їх привезти додому останки Педру II; дід Ізабелли, граф д'Е, загинув під час плавання. Після щорічних поїздок в Петрополіс протягом наступного десятиліття її батьки вирішили назавжди там оселитися. Там Ізабелла відвідувала денну школу в Нотр-Дам-де-Сіон, в той час як сім'я оселилася в старому імперському палаці Грао-Пара. До тих пір Ізабель отримала домашню освіту з декількома гувернантками і репетиторами.

## Шлюб

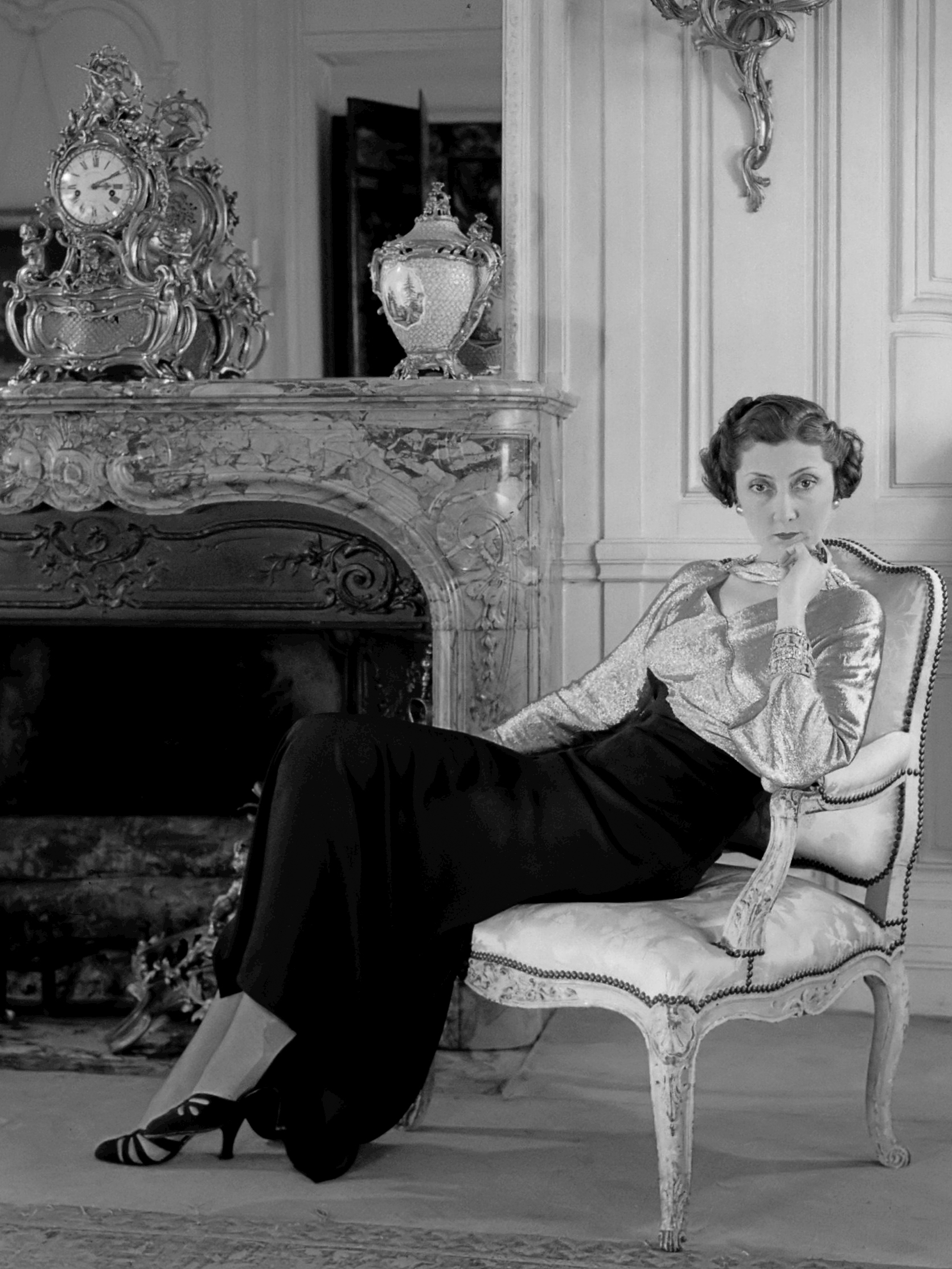
Ізабелла, графиня Паризька (1936)

Ізабелла була пов'язана родинними відносинами з обома батьками свого майбутнього чоловіка. Вона вперше зустріла молодого принца Генріха Орлеанського в 1920 році в будинку герцогині Шартрської. Влітку 1923 він гостював у будинку її батьків в палаці в Е, коли дванадцятирічна Ізабелла, вирішила, що одного разу вийде за нього заміж. Генріх не звернув на неї особливої уваги на весіллі своєї сестри Анни з герцогом Аостським в Неаполі в 1927 році. Під час відвідування будинку його батьків, маєтку де Анжу в Брюсселі, на Великдень в 1928 році принц Генріх Орлеанський почав проявляти інтерес до Ізабелли; його інтерес ще більше зріс під час зустрічі сім'ї в липні 1929 року.
Генріх зробив пропозицію Ізабеллі 10 серпня 1930 року, беручи участь в полюванні в будинку графа Добрженського в Чотеборже. Пара тримала свої заручини в секреті до тих пір, поки вся сім'я не зібралася в Аттерзе, пізніше в тому ж місяці. Герцог Гіз заборонив їм одружуватися до тих пір, поки Генріх не закінчить навчання в Левенському університеті. Про заручини було офіційно оголошено 28 грудня 1930 року.
8 квітня 1931 року в Кафедральному соборі Палермо, Сицилія, Ізабелла вийшла заміж за свого четвероюрідного брата Генріха, графа Паризького (1908—1999). Ізабеллі було 19 років, а Генріху — 21 рік. Весілля відбулося на Сицилії, оскільки закон про заслання спадкоємців колишніх династій Франції ще не був скасований. Обидві сім'ї вибрали Палермо, оскільки сім'я Ізабелли володіла там палацом, у якому провели три попередні королівські весілля.
Весілля стало причиною кількох роялістських демонстрацій, і дорога, яка веде до собору, була заповнена сотнями гостей з Франції, які вважали Генріха законним спадкоємцем французького престолу. Його зустрічали криками: «Хай живе король, хай живе Франція», а також іншими промонархічними привітаннями та піснями. До його прихильників відносилися і члени сімей нареченого і нареченої, а також представники інших королівських династій.
Генріх був претендентом на престол Франції з 1940 року.

## Діти
У Ізабелли було одинадцять дітей:
1. Ізабель Марі Лора Віктуар (нар. 1932); чоловік (з 1964) — Фрідріх Карл, граф фон Шенборн-Буххайма (нар. 1938)
2. Анрі Філіпп П'єр Марі (1933—2019), з 1999 граф Паризький і герцог Франції, до того граф де Клермон; 1-а дружина (з 1957) — герцогиня Марія Тереза Вюртемберзька (нар. 1934), розлучилися в 1984 (при цьому отримала титул герцогині де Монпансьє), 2-а (з 1984) — Мікаела Кузіньо (нар. 1938), принцеса де Жуанвіль з 1986
3. Елен Астрід Марія Леопольдіна (нар. 1934); чоловік (з 1957) — Еврар, граф фон Лімбург-Штірум (нар. 1927)
4. Франсуа Гастон Мішель Марі (1935—1960, убитий в Алжирі), герцог Орлеанський (посмертно)
5. Анна Маргарита Бригіта Марі (нар. 1938); чоловік (з 1965) — дон Карлос Бурбон-Сицилійський, (нар. 1938), герцог Калабрийський, інфант Іспанський
6. Діана Франсуаза Марія да Глорія (нар. 1940); чоловік (з 1960) — Карл, герцог Вюртембергський (нар. 1936)
7. Мішель Жозеф Бенуа Марі (нар. 1941), граф д'Евре; дружина (з 1967) — Беатріс Паскьє де Франкл (нар. 1941)
8. Жак Жан Ярослав Марі [fr] (нар. 1941 року, брат-близнюк попереднього), герцог Орлеанський, дружина (з 1969) — Герсенда де Сабран-Понтеве (нар. 1942)
9. Клод Марі Агнес Катрін (рід. 1943); 1-й чоловік (з 1964, розлучення в 1982) — Амедео Савойський, герцог д'Аоста (нар. 1943); 2-й чоловік (з 1982, розлучення в 1996) Арнальдо ла Каніна (нар. 1929); 3-й чоловік (з 2006) — Енріко Гандольфі
10. Жанна Шанталь Аліса Клотільда Марі (нар. 1946); чоловік (з 1972) — Франсуа-Ксав'є де Сомбосі де Сорг (нар. 1943)
11. Тибо Луї Дені Юмбер Марі [fr] (1948—1983), граф Ла-Марський; дружина (з 1972, морганічний шлюб) — Меріон Гордон-Орр (нар. 1942)

## Титули
- 13 серпня 1911 — 8 квітня 1931: Її Королівська Високість Принцеса Ізабелла Орлеан-Браганса
- 8 квітня 1931 — 5 липня 2003: Її Королівська Високість Графиня Паризька